# فرانسيسكو رويج
فرانسيسكو رويج (بالإسبانية: Francisco Roig)‏ مواليد 1 أبريل 1968 في برشلونة، هو لاعب كرة مضرب إسباني بدأ مسيرته كمحترف سنة 1987 يلعب باليد اليمنى. أعلى تصنيف له في الفردي كان المركز الـ 60 في سنة 1992.أحيانا يعمل كمدرب بديل لمواطنه رافائيل نادال.

## روابط خارجية
- فرانسيسكو رويج على موقع رابطة محترفي التنس (الإنجليزية)
- فرانسيسكو رويج على موقع الاتحاد الدولي لكرة المضرب (الإنجليزية)
- فرانسيسكو رويج على موقع كأس ديفيز (الإنجليزية)
- فرانسيسكو رويج على موقع خلاصة التنس.كوم (الإنجليزية)
- فرانسيسكو رويج على موقع إي إس بي إن.كوم (الإنجليزية)